# Lingue dei segni ufficialmente riconosciute

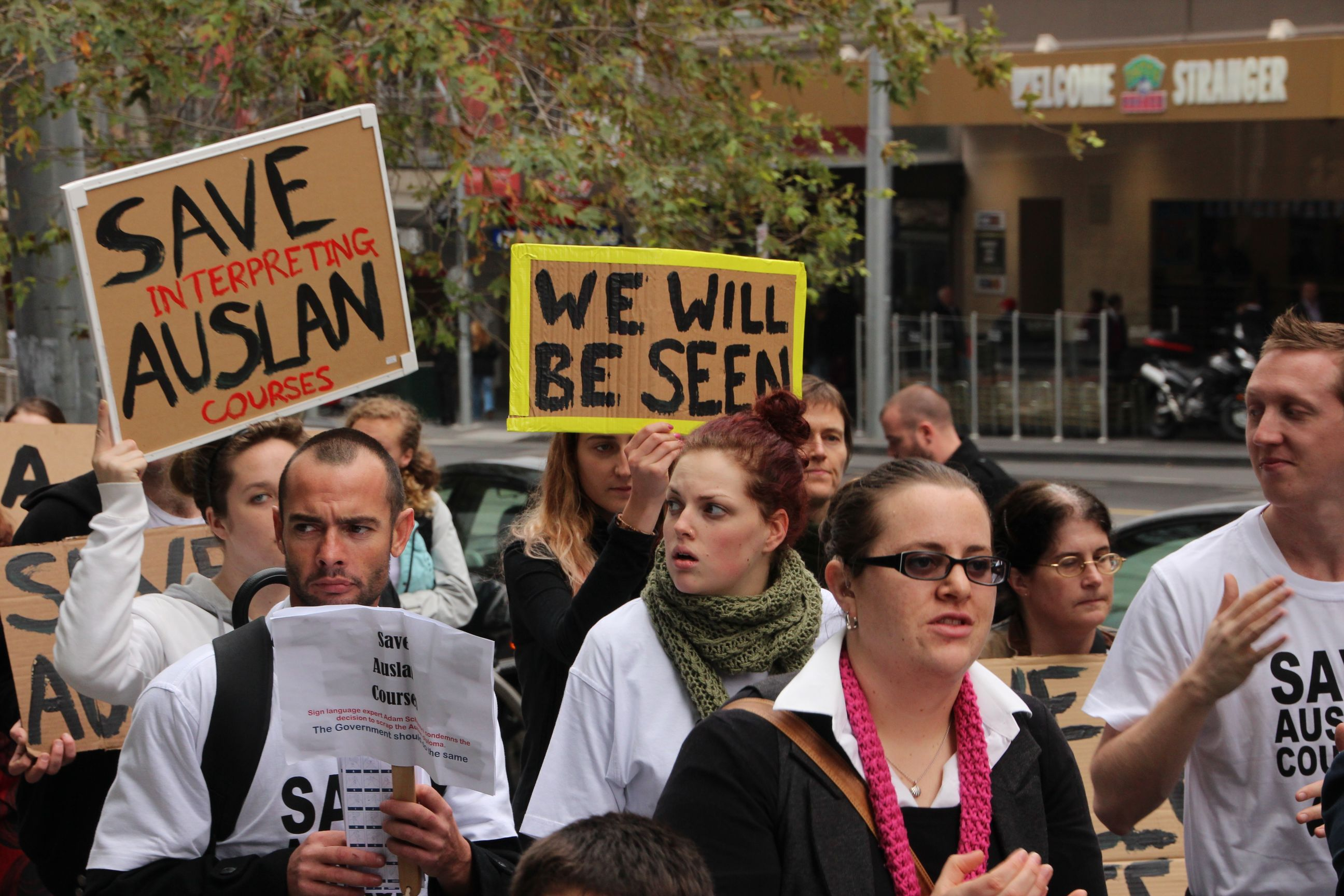
Un gruppo di sordi australiani protesta per la mancanza di una legge statale di riconoscimento della lingua dei segni australiana (AUSLAN) il 30 maggio del 2012

Le lingue dei segni ufficialmente riconosciute sono le lingue dei segni che,  in alcuni Stati, sono riconosciute dalla Costituzione e/o dalle leggi.
Esistono oltre trecento lingue dei segni in uso nel mondo al giorno d'oggi. Il loro numero non è noto con certezza: nuove lingue dei segni emergono spesso attraverso creolizzazione e glottogenesi (ed, occasionalmente, attraverso la pianificazione della lingua).
In alcuni paesi, come lo Sri Lanka e la Tanzania, ogni scuola per sordi può avere un linguaggio separato, noto solo ai suoi studenti e, talvolta, negato dalla scuola per udenti; d'altra parte, alcuni paesi diversi possono condividere la stessa lingua dei segni, anche se a volte chiamata con nomi diversi (è il caso delle lingue dei segni croata e serba e di quella indiana e pakistana).
Le lingue dei segni dei sordi sorgono anche al di fuori delle istituzioni scolastiche, soprattutto nelle comunità di villaggi con alti livelli di sordità congenita, ma ci sono notevoli lingue dei segni sviluppate per gli udenti, come le lingue discorso-tabù utilizzate dagli aborigeni in Australia.
Gli studiosi stanno facendo dei sondaggi sul campo per identificare le lingue dei segni in uso in tutto il mondo.

## Classificazione
Le famiglie delle lingue dei segni (o segnologia) sono famiglie linguistiche delle lingue dei segni. Per esempio la lingua dei segni italiana appartiene alla famiglia della lingua dei segni francese o segnologia francese.

## Africa
| Paese      | Lingua                       | Origine | Riconosciuta dalla Costituzione | Altro |
| ---------- | ---------------------------- | --- | --- | --- |
| Zimbabwe   | Lingua dei segni americana   | Lingua dei segni americana (ASL) e Lingua dei segni francese (LSF): Presenza di educatori stranieri nelle scuole per sordi | È stata riconosciuta nella Costituzione della Repubblica di Zimbabwe, - Articolo 6 comma 1                                                                     | In molti Paesi dell'Africa occidentale la ASL e LSF è riconosciuta nell'ordinamento scolastico: Zimbabwe è uno di quei Paesi. |
| Gambia     | Lingua dei segni americana   | Lingua dei segni americana (ASL) e Lingua dei segni francese (LSF): Presenza di educatori stranieri nelle scuole per sordi | È stata riconosciuta nella Costituzione | In molti Paesi dell'Africa occidentale la ASL e LSF è riconosciuta nell'ordinamento scolastico: Gambia è uno di quei Paesi.   |
| Malawi     | Lingua dei segni americana   | Lingua dei segni americana (ASL) e Lingua dei segni francese (LSF): Presenza di educatori stranieri nelle scuole per sordi | È stata riconosciuta nella Costituzione | In molti Paesi dell'Africa occidentale la ASL e LSF è riconosciuta nell'ordinamento scolastico: Malawi è uno di quei Paesi.   |
| Liberia    | Lingua dei segni americana   | Lingua dei segni americana (ASL) e Lingua dei segni francese (LSF): Presenza di educatori stranieri nelle scuole per sordi | È stata riconosciuta nella Costituzione | In molti Paesi dell'Africa occidentale la ASL e LSF è riconosciuta nell'ordinamento scolastico: Liberia è uno di quei Paesi.  |
| Madagascar | Lingua dei segni francese    | Lingua dei segni francese (LSF) e Lingua dei segni americana (ASL): Presenza di educatori stranieri nelle scuole per sordi | | |
| Ciad       | Lingua dei segni francese    | Lingua dei segni francese (LSF)e Lingua dei segni americana (ASL): Presenza di educatori stranieri nelle scuole per sordi  | | |
| Guinea     | Lingua dei segni francese    | Lingua dei segni francese (LSF)e Lingua dei segni americana (ASL): Presenza di educatori stranieri nelle scuole per sordi  | | |
| Madagascar | Lingua dei segni francese    | Lingua dei segni francese (LSF)e Lingua dei segni americana (ASL): Presenza di educatori stranieri nelle scuole per sordi  | | |
| Sudafrica  | Lingua dei segni sudafricana | BANZSL + ASL | Il 29 maggio del 2023 il Parlamento del Sudafrica ha approvato la legge sulle lingue ufficiali inserendo la SASL come 12° lingua ufficiale del paese africano. | |
| Kenya      | Lingua dei segni keniota     | ASL | È riconosciuta dalla Costituzione nel 2010 | |
| Ghana      | Lingua dei segni ghanese     | ASL + segnologia congo-nigeriana                                                                                           | È riconosciuta nella Costituzione del Ghana | |
| Congo      | lingua dei segni adamorobe   | segnologia congo-nigeriana                                                                                                 | È riconosciuta nell'ordinamento legislativo del Congo | |

## America
| Paese     | Lingua                        | Origine   | Riconosciuta dalla Costituzione | Altro |
| --------- | ----------------------------- | --------- | --- | --- |
| Nicaragua | Lingua dei segni nicaraguense | ASL       | | È usata solo nelle scuole per sordi del Nicaragua riconosciute dal Ministero dell'Educazione                  |
| Brasile   | Lingua dei segni brasiliana   | ASL + LSE | È riconosciuta dal Parlamento brasiliano con la Legge Costituzionale il 24 aprile del 2002                                                                                             | |
| Canada    | Lingua dei segni quebechese   | ASL + LSQ | È riconosciuta solo nella Nazione del Quebec. Tidbit: Essa viene erroneamente chiamata lingua dei segni canadese, avrebbe dovuto invece essere chiamata lingua dei segni quebec (LSQ). | In alcune province canadesi sono riconosciute delle leggi sull'insegnamento della lingua dei segni americana. |
| Venezuela | Lingua dei segni venezuelana  | ASL       | È riconosciuta dalla Costituzione dal 1999 | |
| Cile      | Lingua dei segni cilena       | ASL       | È riconosciuta in una legge statale dal Parlamento del Cile | [ 14 ] |

## Europa
| Paese       | Lingua                            | Origine                                                                           | Riconosciuta dallo Stato | Altro |
| ----------- | --------------------------------- | --------------------------------------------------------------------------------- | --- | ----- |
| Finlandia   | Lingua dei segni finlandese       | scandinava-germanica                                                              | È riconosciuta dalla costituzione della Repubblica Finlandese |       |
| Regno Unito | Lingua dei segni britannica (BSL) | BANZSL                                                                            | È riconosciuta in alcune contee delle quattro nazioni costitutive |       |
| Spagna      | Lingua dei segni spagnola (LSE)   | isolata??                                                                         | È riconosciuta attraverso una Legge Costituzionale in Spagna. È ufficiale la lingua dei segni catalana solo nella Comunità Autonoma Catalana: nel 2009 essa venne riconosciuta come lingua regionale |       |
| Islanda     | Lingua dei segni islandese        | di origine del DTS, con due rami delle segnologie francese e scandinavo-germanica | È riconosciuta dalla Legge costituzionale come lingua ufficiale dello Stato scandinavo |       |
| Italia      | LIS - lingua dei segni italiana   | derivazione LSF                                                                   | Riconosciuta il 19 maggio 2021 con Legge dello Stato Italiano |       |
| Austria     | Lingua dei segni austriaca        | segnologia scandinavo-germanica e francese                                        | È riconosciuta dalla Costituzione Articolo 8a |       |
| Danimarca   | Lingua dei segni danese (DTL)     | segnologia scandinavo-germanica                                                   | È riconosciuta da una legge costituzionale il 13 maggio 2014 |       |
| Grecia      | Lingua dei segni greca            | segnologia eurasiatica                                                            | È riconosciuta da una legge il 2 ottobre 2008 |       |
| Albania     | Lingua dei segni albanese         | segnologia balcanica-jugoslava                                                    | È riconosciuta da una legge il 2 dicembre 2014 |       |
| Serbia      | Lingua dei segni serba            | segnologia balcanica-jugoslava                                                    | È stata approvata da una legge il 28 aprile 2015 nel Parlamento della Serbia |       |
| Portogallo  | Lingua dei segni portoghese       | segnologia iberica                                                                | È riconosciuta dalla Costituzione della Repubblica del Portogallo (revisione del 1997) |       |
| Malta       | Lingua dei segni maltese          | segnologia africana?? segnologia mista BANZL-italiana??                           | È riconosciuta dal Parlamento di Malta nel 2016 |       |
| Paesi Bassi | Lingua dei segni olandese         | segnologia francese                                                               | È riconosciuta dagli Stati generali dei Paesi Bassi il 1 settembre del 2020 |       |
| Slovenia    | Lingua dei segni slovena          | segnologia jugoslava                                                              | È riconosciuta dal Parlamento sloveno il 26 maggio del 2021 |       |
| Bulgaria    | Lingua dei segni bulgara          | segnologia russa                                                                  | È riconosciuta dal Parlamento bulgaro nel 2021 |       |

## Oceania
| Paese         | Lingua                        | Origine | Riconosciuta dalla Costituzione            | Altro                                                 |
| ------------- | ----------------------------- | ------- | ------------------------------------------ | ----------------------------------------------------- |
| Australia     | Lingua dei segni australiana  | BANZSL  |                                            | È ufficiale solo nello stato del Nuovo Galles del Sud |
| Nuova Zelanda | Lingua dei segni neozelandese | BANZSL  | È riconosciuta dalla Costituzione dal 2006 |                                                       |

## Altre lingue dei segni
| Lingua                                      | Origine            | Note                                                       |
| ------------------------------------------- | ------------------ | ---------------------------------------------------------- |
| Lingua dei segni internazionale o "Gestuno" | ----               | È la lingua ufficiale della Federazione Mondiale dei Sordi |
| Signuno                                     | Akademio Esperanto | È la lingua dei segni della comunità Esperanto             |
| Lingua dei segni tattile                    | Malossi            | È usata dai sordociechi                                    |